# Mansión John P. Crozer II
La mansión John P. Crozer II, también conocida como la propiedad Allcutt, es una histórica mansión estadounidense que se encuentra en Upland, condado de Delaware, Pensilvania, Estados Unidos.

## Historia y características arquitectónicas
Erigida entre 1879 y 1880, esta estructura histórica es una mansión de tres pisos que fue construida íntegramente con secuoya de California. Refleja los grandiosos gustos victorianos, con elementos de los estilos gótico y Reina Ana. En 1907 se construyó una ampliación.La mansión se dividió más tarde en ocho apartamentos. También se encuentran en la propiedad una cochera, un granero, una casa de trofeos, un manantial, restos de invernaderos, una bodega y una casa de hielo.
Fue añadido al Registro Nacional de Lugares Históricos en 1980.